# Battaglia di Bolimów
La battaglia di Bolimów fu uno scontro combattuto fra le forze tedesche e quelle russe sul fronte orientale della prima guerra mondiale, nell'attuale comune di Bolimów in Polonia. La battaglia iniziò con un attacco tedesco il 31 gennaio 1915; nei giorni successivi i russi respinsero l'offensiva e riconquistarono il terreno perduto, ma i tedeschi approfittarono di questo diversivo per rinforzarsi a nord in preparazione ai loro successivi attacchi in Prussia, che iniziarono pochi giorni dopo con la seconda battaglia dei laghi Masuri. A Bolimów lo Heer fece uso per la prima volta di gas tossici.

## Svolgimento
All'inizio del 1915, l'esercito tedesco stava preparandosi per invadere la Prussia orientale, spostando in tale zona le armate impegnate sul fronte orientale. In questa manovra, il ruolo della 9ª Armata, comandata dal generale August von Mackensen, era quello di coprire il fianco destro del fronte, seguendo i movimenti verso nord delle altre forze. Per nascondere ai nemici questa manovra, Mackensen usò una parte dell'armata per scagliare un attacco diversivo nei pressi di Varsavia, e precisamente nella località di Bolimów, situata sulla ferrovia fra Varsavia e Łódź.
Lo scontro iniziò il 31 gennaio, quando 600 pezzi di artiglieria tedeschi bombardarono le posizioni russe, presidiate dalla 2ª Armata scagliando in totale 18 000 proiettili da 15 cm. Per la prima volta furono impiegate tecniche di guerra chimica: le munizioni, dal nome in codice di T-Stoff, contenevano infatti del bromuro di xilile, un gas lacrimogeno, che al momento dell'impatto avrebbe dovuto essere vaporizzato dall'esplosione di una carica di TNT contenuta nel proiettile. Tuttavia, a causa della bassissima temperatura, il gas contenuto nei bossoli non evaporò, e i forti venti provenienti da est respinsero indietro le sostanze tossiche, vanificandone l'effetto. Gli ufficiali tedeschi, che confidavano nell'efficacia della nuova arma, furono perciò presi di sorpresa dalla reazione russa, che respinse l'attacco infliggendo forti perdite. L'effetto del bombardamento chimico fu così debole che i russi non ritennero necessario informare dell'evento i loro alleati, anche se il New York Times menzionò un "ingrediente misterioso" contenuto nei proiettili.
In seguito all'insuccesso, Mackensen ordinò un nuovo attacco, che fu lanciato nella notte del 2 febbraio e portò i tedeschi ad avanzare di circa 10 km. I russi scagliarono però una controffensiva il mattino successivo, impiegando 11 divisioni guidate da Vasilij Gurko, comandante del 6º Corpo, in una serie di attacchi frontali che durarono fino al 5 febbraio. L'artiglieria tedesca riuscì a fermare l'assalto, infliggendo circa 40 000 perdite agli avversari, mentre le forze tedesche ne riportarono circa la metà. Tuttavia, a seguito della reazione russa, il fronte tornò ad essere quello antecedente alla battaglia.

## Conseguenze
La battaglia fu un insuccesso sul piano tattico per i tedeschi, e il New York Times la definì una sconfitta per questi ultimi. Tuttavia, l'obiettivo strategico principale di Mackensen era stato raggiunto: lo scontro aveva distolto l'attenzione delle forze russe dall'offensiva in preparazione in Prussia, e contribuì perciò al successo di quest'ultima.
Le rudimentali tecniche di guerra chimica sperimentate senza successo a Bolimów furono il preludio a un uso molto più esteso e letale dei gas venefici, come si sarebbe visto nella seconda battaglia di Ypres, combattuta pochi mesi dopo.